# 도덕

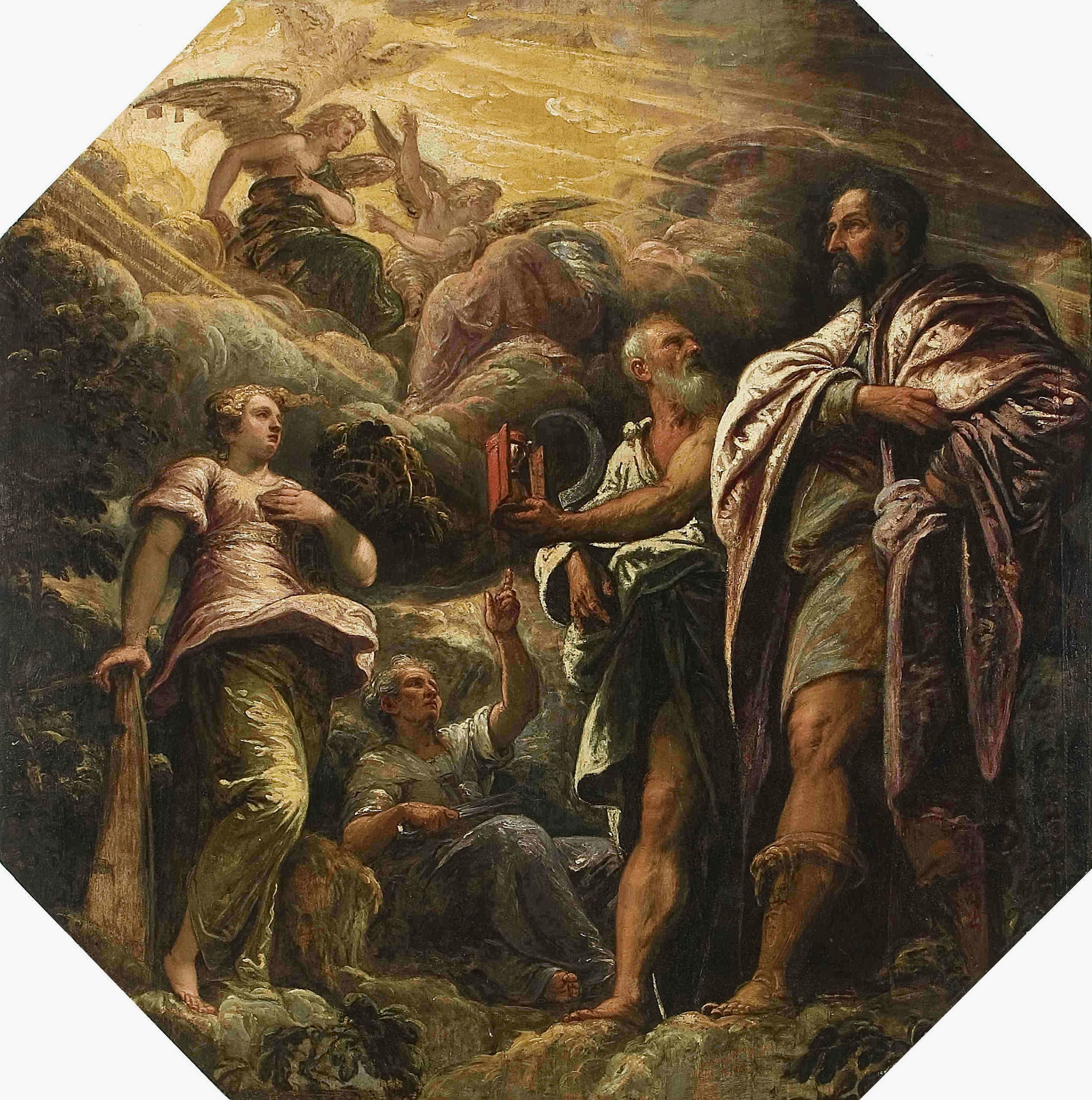
도덕성에 관한 우화

도덕(道德)의 영어인 "Morality"는 라틴어 moralitas에서 유래했다. 도덕은 곧 "예의범절, 성품, 예의바른 행동"(manner, character, proper behavior)"은 덕과 악덕을 분간하는 것을 배우는 과정이다.
가치의 적합한 체계와 도덕적 행위의 원칙들은 좋은 풍습(덕)을 장려하지만, 나쁜 풍습(악덕)은 대다수의 사람들에게 비난 당한다. 도덕적 판단은 하나의 행동이 적당한 것인지 아니면 부적당한 것인지 또는 이기적인 것인지 이기적이 아닌 것인지를 깊이 생각하여 결정하는 것이다. 도덕의 진실한 동일시는 덕으로, 친절, 예의 바름, 정직, 의리 등으로 간주된다. 위선은 거짓으로 덕을 행하는 것으로, 실제로 굉장히 높은 도덕적 기준을 가지고 있는 것처럼 주장하지만, 그 주장과 실제 행위가 일치하지 않는 것을 말한다.
도덕은 그것이 문화, 철학, 종교, 사회 또는 개인적인 양심 중 어느 것으로부터 유래했든지 간에, 논리, 경험 그리고 적절한 판단을 통해 평가된다. 규범적이고 보편적인 감각에서, 도덕은 행위의 이상적인 규범으로 언급되며, 그것은 모든 인종과 특정한 상황에 있는 사람들이 무엇인가를 선택해야 할 때 좋은 쪽으로 지지를 받고 있다. 이런 감각에서의 도덕을 부정하는 견해도 있는데, 그것을 "도덕적 회의주의"라고 한다. 광차 문제 같은 사고 실험을 그 예로 들 수 있다.
도덕은 때때로 도덕적 영역에 대한 체계적인 철학적 연구인 윤리학의 동의어로 사용된다. 윤리학은 도덕적 결과가 어떻게 특정한 상황에서 성취될 수 있는지(응용윤리학), 도덕적 가치들이 어떻게 결정되는지(규범윤리학), 무엇이 사람들을 실제로 도덕적 규범들에 따르게 하는지(기술윤리학), 어떤 목적적 정당화를 포함하는, 윤리학과 도덕성의 근본적인 본질은 무엇인지(분석윤리학 또는 메타윤리학), 도덕적 수용력과 도덕적 힘은 어떻게 발달하고 그것의 본성은 무엇인지(도덕심리학)와 같은 질문들을 던지고 고민한다. 예를 들면 응용윤리학에서, 사람의 생명을 해하는 것을 금지하는 것은, 주요한 형벌, 실패, 그리고 권리 침해의 싸움의 관점에서 논쟁적이다. 규범윤리학에서 전형적인 질문은 누군가를 위험으로부터 지키기 위해 하는 거짓말이 정당화될 수 있는가 일 것이다. 분석윤리학에서는, 주요한 주제가 '올바름' 또는 '잘못' 같은 말의 뜻이다. 도덕적 사실주의는 객관적인 도덕적 사실을 보도하는 진실한 도덕적 언급이 있다고 본다. 반면에 도덕적 반-사실주의는 도덕이 사회학에서 언급되는 규범(norm)으로부터 유래되었다고 생각한다. 문화상대론자는 특정 사회에서 일반적으로 행하여지는 것이 도덕이라고 말한다. 신적 명령 이론(divine command theory)에 따르면, 도덕은 신의 명령이다. 정서주의(emotivism)에서는 도덕이 단지 말하는 사람이 지닌 감정의 표현이라고 여긴다. 철학에서 언급되는 규범적인(prescriptive philosophy) 입장에서는 도덕을 암묵적인 명령이라고 본다. 도덕적 허무주의(Moral nihilism)는 오류 이론(error theory)을 주장하는데, 객관적인 도덕적 사실이란 거짓으로 만든 전제라고 생각한다. 일부 사상가는 옳은 행동이 무엇인지를 정확하게 정할 수 없다고 생각했다. 따라서 그들은 도덕이 오직 특정한 상황에 따라 판단해야 하는 문제라고 보았고, 그것은 특정한 신념 체계와 사회-역사적인 맥락 안에서 이루어지는 것이라고 주장했다. 이 입장이 도덕적 상대주의이며, 자주 인류학으로부터 이 입장을 뒷받침할 수 있는 경험적 증거들을 인용하곤 한다. 이와 반대되는 견해는 보편적이고 영원한 도덕적 진리가 있다는 것으로, 도덕적 절대주의라고 불린다. 도덕적 절대주의자는 우리가 의미 있는 도덕적 결정을 내릴 때 사회적인 동조(conformity)의 힘이 작용한다는 사실을 아마도 인정할 것이다. 그러나 그들은 문화적 규범(norm)과 규약(convention)이 도덕적으로 옳은 행동의 범위를 한정한다는 것은 인정하지 않을 것이다.

## 인류학적 관점

### 부족과 영역의 도덕
셀리아 그린(Celia Green)은 부족과 영역의 도덕을 각각 구분하였다. 그녀는 영역의 도덕을 주로 부정적인 것과 금지된 것으로서 그 특성을 기술했다. 그것은 한 사람의 영역을 한정 짓는 것으로, 함께 있다고 해서 손해를 끼치거나 방해하지 않는, 그 사람이 갖고 있는 것과 의존하는 것을 포함한다. 금지 이외에, 영역의 도덕은 다른 사람의 영역을 침해하지 않는 개인적 행동은 그것이 무엇이든 허용한다. 대조적으로, 부족의 도덕은 규범적이며, 집단의 규칙을 개인에게 강제한다. 이러한 규범(norm)은 전제적이고 문화에 따라 달라지며 '융통성'을 지닌다. 반면에 영역의 도덕은 보편적이고 절대적인 규칙을 목표로 하며, 칸트의 '정언명령'을 그 예로 들 수 있다. 그린은 영역의 도덕이 발전하는 것을, 사적 소유의 개념과 지위를 넘어서는 계약의 우세가 나타나는 것을 연관시켰다.

### 내집단과 외집단
일부 관찰자들은 개인이 명확한 도덕적 규칙들의 집합들을 갖고 있다고 주장한다. 그 집합들은 그들이 사람들의 다른 집단에게 적용하는 규칙들을 담고 있다. 개인을 포함하며, 서로가 같은 문화에 속하거나 같은 인종이라고 믿는 개인들이 모인 집단, 즉 "내집단"(In-group)이 있다. 이와 달리 내집단이나 그것에 속한 개인이 보기에 같은 규칙에 따라 대접받을 수 있는 권리가 없는 사람들의 집단을 가리키는 "외집단"(out-group)이 있다. 일부 생물학자나 인류학자, 그리고 진화 심리학자들은 이러한 내집단과 외집단의 차이가 진화 심리학적인 메커니즘이라고 믿는다. 자신이나 자신이 속한 집단의 생존 능력을 높이기 위해서 발달한 구분이라는 것이다. 게리 R. 존슨(Gary R. Johnson)과 V.S. 팔게르(V.S. Falger)는 국가주의와 애국심이 이러한 내집단/외집단의 구분 양식이라고 주장한다.

### 문화 비교
《보행자는 죽었는가?》(Did the Pedestrian Die?)를 쓴 작가 폰스 트롬페나아스(Fons Trompenaars)는 서로 다른 문화에 속한 사람들이 다양한 도덕적 딜레마에 대해 어떻게 대처하는지 시험해 보았다. 그중 하나는 자동차 운전자가 당신의 친구인 경우에, 당신이 승객으로서 그 운전자의 차에 탔을 때, 너무나 빨리 운전한 결과 보행자를 차로 치는 사고를 일으킨 그 운전자 친구를 보호하기 위해서 거짓말을 해야하는가 라는 문제이다. 트롬페나아스는 자신이 속한 문화가 어느 것이냐에 따라 진실을 말하겠다는 사람의 비율이 큰 차이를 보이는 것을 발견했다.

## 진화 심리학적 관점
진화 생물학자들은 도덕이 진화의 힘이 만들어낸 생산물이라는 가설을 제시하기 시작했다. 이런 가설들은 도덕적 가치들이 오직 인간으로부터 나온 것일 뿐이라고 믿는 경험론자의 입장을 따르는 것이다. 이 견해에서 도덕률(moral code)은 궁극적으로 과거에 선택했던 감정적인 본능과 직관에서 발견된다. 왜냐하면 도덕률은 생존과 재생산('포괄 적응도'(inclusive fitness))을 목적으로 하기 때문이다. 즉, 과거에 생존과 재생산을 가능하게 했던 본능과 직관이, 하나의 규칙으로 굳어지게 되었다는 것이다. 모성(maternal bond)의 힘이 한 가지 예라고 할 수 있다. 다른 하나는 심리학에서 각인(Imprinting)과 관계되는 웨스터마크 효과이다. 이 효과는 근친상간 금기를 뒷받침하는 생물학적 메커니즘으로, 가까운 친척끼리의 결혼으로 인한 기형아 출산의 가능성을 감소시킨다.
진화생물학자들은 자연에서 나타나는 상호관계의 현상을, 인간 도덕을 이해하는 하나의 방식으로 보기 시작했다. 전형적으로 그것의 기능은 필수적인 자원의 안정적인 공급을 확실히 하는 것으로, 특별히 음식의 양이나 질이 예측할 수 없게 불안정한 거주지에 사는 동물들에게 꼭 필요하다. 예를 들어, 밤에 흡혈박쥐 떼에게 먹을 것이 주어진다면, 일부 박쥐는 먹이를 얻는 데 실패하는 반면에 다른 박쥐들은 필요 이상으로 많은 피를 섭취할 수 있다. 그럴 때 박쥐들은 성공적으로 그들의 먹이인 피 중 남는 부분을 다시 내뿜어 다른 동족들에게 줌으로써, 굶주림으로부터 동족들을 구해낸다. 또한 이러한 동물들은 가까운 사이로 엮인 단체들로 모여서 긴 시간을 살기 때문에, 개체가 자신이 배고플 때 친절을 배푼 다른 단체에 가담할 수도 있다.(윌킨슨(Wilkinson), 1984)
그것은 침팬지가 다른 침팬지에게 공감을 보여주는 대목에서도, 폭넓고 다양한 맥락에서 설득력있게 증명되었다. 그들은 또한 속임수로 약속을 맺을 줄도 알고, 사회 '정치적인' 수준의 행동을 보여주기도 한다. 그들의 행동은 인간이 다른 타인에 대해 뒤에서 험담을 하거나 자신이나 타인의 이미지를 좋게 혹은 나쁘게 바꾸어 가려고 하는 태도들의 원형이라 할 수 있다.

크리스토퍼 보엠(Christopher Boehm) (1982)은 도덕적 복잡성이 증가하는 발달이 영장류의 진화를 통해서 이루어졌다는 가설을 세웠다. 그러한 발달의 근거는 열린 대초원(사바나:savanna)으로 이동하면서 논쟁과 위험을 피해야할 필요가 증가했고, 돌로 만든 무기가 발달했다는 것이다. 보엠은 그런 환경이 조성되면서, 다음과 같은 일이 일어났다고 주장한다.
| “ | 보엠 교수는 한 사회에서 힘이 약한 일반 구성원들이 서로 협동함으로써 그들의 결집된 의지를 강자에게 강요할 수 있다고 주장한다. 일반 구성원들은 강자들이 함부로 힘을 행사하지 못하도록 금기와 도덕률을 설정함으로써 평등주의를 조장한다는 것이다. | ” |

 다른 이론들은 복잡성의 증가가 단순히 집단의 규모가 커지고 두뇌의 용량이 증가하는 것과 상응한다고 보았다. 특히 마음 이론(theory of mind) 능력들의 발달이 그렇다는 것이다. 리처드 도킨스(Richard Dawkins)는 《만들어진 신》(The God Delusion)에서 도덕이 인간의 생물학적 진화 역사의 결과라고 주장했고, 도덕적 시대정신(Moral Zeitgeist)이란 개념이 어떻게 도덕이 생물학적이고 문화적인 기원으로부터 발전해 왔는지와 도덕이 문화 안에서 시대에 따라 어떻게 발전하는지를 묘사하는 데 도움을 준다고 보았다.

## 신경과학적이고 정신의학적인 관점

### 거울신경세포
1996년 발견된 이래로 거울신경세포에 대한 연구가 진행되었다. 이 연구는 거울신경세포가 감정이입(공감)을 느끼는 데 중요한 역할을 하는 것 같다고 주장했다. 사회 신경과학자인 장 디케티(Jean Decety)는 인식 능력과 또다른 생물이 경험하는 것을 대신해서 경험할 수 있는 능력이 사회적 행동의 진화와 궁극적으로는 도덕에서 좀 더 진전된 상태로 나아가는 발걸음을 걸을 수 있는 비결이라고 생각했다. 동감이나 감정이입(empathy)을 느끼지 못하는 것이, 정신병의 특징으로 정의 되는 것 중 하나다. 이것은 디케티의 견해를 지지하는 근거가 될 수 있다.

## 심리학적인 관점

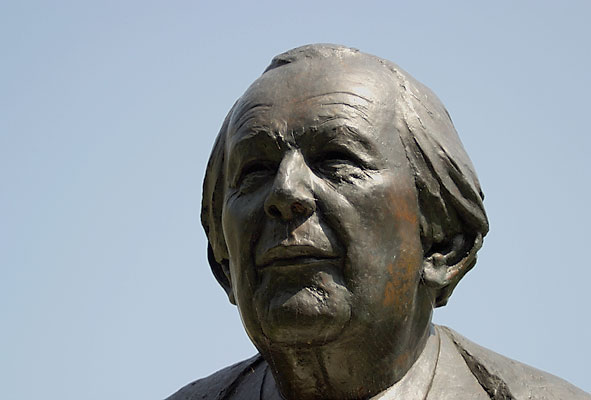
제네바에 있는 장 피아제의 조각상

피아제는 전체적인 발달 과정에 대해 명확한 설명을 내놓지 않았다. 대체로 말하면 이것은 순환 과정으로 되어있다.
- 아동은 효과적인 행동을 하거나 대상을 조직하게 되고, 아동은 행동의 특성과 그 효과를 알게 된다.
- 일련의 행동등을 통해 (아마 행동에 변화를 주거나 또는 다른 전후 관계 안에서 혹은 다른 종류의 대상이거나 등) 아동은 행동의 원리와 효과를 구별하고 통합할 수 있다. 이것이 반영적 추상화의 과정이다. (described in detail in Piaget 2001)
- 동시에 아동은 대상에 영향을 주는 여러 가지 방법의 행동을 통해 대상의 특징들을 인식한다. 이 과정을 경험적 추상화라고 한다.
- 폭넓은 대상들과 행동들을 통해 이 과정을 반복하면서, 새로운 수준의 지식과 통찰에 도달하게 된다. 이것이 새로운 인지 단계를 형성하는 과정이다. 이 두가지 과정은 아동이 대상을 다루는 새로운 방법과 대상에 대한 새로운 지식을 구성하게 해준다.
- 한번 아동이 이런 새로운 종류의 지식을 구성하면, 아동은 더욱 복잡한 대상을 만들어내거나 더욱 복잡한 행동을 하기 위해 이 지식을 사용하기 시작한다. 그 결과로, 아동은 더욱 복잡한 도식을 인지하고 더욱 복잡한 대상을 구성하기 시작한다. 모든 아동의 행동과 경험이 더 높은 수준으로 재조직되면 새로운 단계가 시작한다.

그러나 전적으로 단계적인 과정은 아니다. 새로운 단계로 올라가면, 지식과 통찰이 효과적임을 알게 되면서 이 지식과 통찰은 다른 영역으로 빠르게 일반화된다. 그 결과로 각 단계 사이의 과도기는 신속하고 급진적인 경향을 띠며, 정제된 새로운 인식 수준들로 구성되는 이 새로운 단계로 나아가기까지는 일정한 양의 시간이 흐른다. 학습과 경험의 한 단계에서 얻어진 지식이 신속하고 급진적으로 통찰의 새로운 단계로 나아가면 이를 "게슈탈트"(gestalt)가 나타난 것이라 한다.
이 과정이 변증법적 형태를 취하기 때문에 분화, 축적, 그리고 단순히 경험적으로 정확한 것보다 인지 단계의 과정이 논리적으로 필요한 낡은 것에서 벗어난 새로운 구조의 종합을 통해 새로운 인지 단계에 도달한다. 아동이 이전의 것들의 성취를 받아들이면 각 새로운 단계는 나타나며, 아직 발달의 여지가 있는 지식과 행동의 더욱 복잡한 형태는 여전히 존재한다.
어떻게 대상에 대한 지식과 자신의 행동에 대한 반성을 획득하는가를 다루기 때문에 피아제의 발달 모형은  이전에는 전혀 설명되지 않은 인간 지식의 여러 특징들을 설명해 준다.  예를 들어, 아동이 점차적으로 이전의 지식들의 영향 위에서 행동하고 그 영향을 반영하면서 대상에 대한 지식을 향상시키면, 아동은 늘어나는 복잡한 구조들에 대한 자기 자신의 지식을 조직하게 된다는 것을 보여준다. 그러므로 어린 아동이 꾸준히 정확하게 여러 종류의 동물들을 인식하게 되면, 이 아동은 '새', '물고기' 등과 같은 여러 상위 집단에 대해  동물의 종류들을 조직할 수 있다. 이제 아동은 새로운 동물이 (예를 들어 알을 낳는다든지의 이유로) 새라는 사실에 기초하여 새로운 동물에 대한 것들을 알 수 있기 때문에 이 사실은 매우 중요하다.
동시에 자신의 행동에 대한 반성을 통해 아동은 여러 방법으로 적용되는 '규칙'에 대한 복잡한 의식을 더욱 발달시킨다. 피아제는 아동의 '올바름' '타당함' '필요함' '적당함' 등과 같은 개념들에 대한 성장하는 의식을 그 예로 들었다. 달리 말하면, 객관화, 반영, 추상 등의 과정을 통해 아동은 효과적이거나 정확하면서도 "정당화된" 행동의 원리들을 구성한다.

## 적응성이 없고 보편적인 것으로서의 도덕
필립 로버트(Phil Roberts, Jr.)는 도덕을 바라보는 하나의 관점을 제공해왔다. 특별히 그 관점은 죄에 대한 수용에 관계되는데, 이성의 진화에 부적응한 결과로 도덕을 보고 있다.
| “ | 죄(Guilt)는 우리의 실존을 정당화하는 필요에 부적응한 표시이며, 공유하는 합리성의 잠재의식 이론을 따르는 이 경우에서, '합리적인 존재'는 단순히 '객관적인 존재'의 문제로, 도덕적인 격언에서 그 예를 찾을 수 있다. '(고유한 가치를 지닌)네 자신을 사랑하는 것처럼 (고유한 가치를 지닌)네 이웃을 사랑하라' 우리 중 아무도 이 기준에 실제로 맞출 수 없음에도 불구하고, 비합리적인 수준으로 그 기준에서 벗어났을 때 생존하고자 하는 의지가 우울증에 일치하게 감소하는 것과 함께 우리는 가치없음(죄)의 감정을 경험하게 된다. 달리 말하면, 양심을 지닌 죄의 힘은, 우리가 자신의 덕(good)에 조금 지나치게 객관적이거나 합리적이 되기 위해 우리 인류가 지불해온 값의 일부분이다. | ” |

## 법과 도덕
법은 경성법을 말하고, 도덕은 연성법을 말한다.
법과 도덕은 각기 성격이 다른 사회 규범이지만, 사회생활에서 서로 가까운 관계를 가지고 있다. 내용으로 볼 때, 두 규범은 중복되기도 한다. 예를 들어 "살인하지 말라"는 것은 도덕규범인 동시에 법규범이다.
두 규범을 대조하면 다음과 같다. 첫째, 도덕은 선의 실현을 목적으로 하지만, 법은 정의의 실현을 이루려 한다. 둘째, 도덕은 양심과 용기에 대해 언급하지만, 법은 행위의 결과를 규율 대상으로 삼는다. 셋째, 도덕은 자율적으로 따르거나 따르지 않을 수 있지만, 법은 규정을 따르도록 강제한다. 넷째, 도덕을 위반하면 사회적인 비난을 받게 되나, 법은 위반 시에 국가의 처벌을 받는다. 다섯째, 도덕의 주체는 자기 자신이지만, 법의 주체는 국가이다.
경우에 따라서 도덕 규범은 법규범이 되기도 한다. 서양의 국가들은 이른바 "착한 사마리아인 조항"(the Good Samaritan Clause)를 형법 속에 새로 만들었다. 이 조항은 누가 이웃이냐를 주제로 예수가 율법학자와 논쟁을 벌인 이야기인 누가복음서 10장 30절에서 35절의 내용에서 그 기원을 찾을 수 있다. 위험한 상황에 놓인 다른 사람을 보았을 때 도와주는 것이 선하다는 도덕 규범을, 만약 도와 주지 않는다면 법적인 처벌을 받게 되는 법 규범으로 만든 것이다.
| “ | 어떤 율법교사가 일어나서, 예수를 시험하여 말하였다. "선생님, 내가 무엇을 해야 영생을 얻겠습니까?" 예수께서 그에게 말씀하셨다. "율법에 무엇이라고 기록하였으며, 너는 그것을 어떻게 이해하고 있느냐?" 그가 대답하였다. "'네 마음을 다하고 네 목숨을 다하고 네 힘을 다하고 네 뜻을 다하여, 주 너의 하나님을 사랑하여라' 하였고, 또 '네 이웃을 네 몸같이 사랑하여라' 하였습니다." 예수께서 그에게 말씀하셨다. "네 대답이 옳다. 그대로 행하여라. 그러면 살 것이다." 그런데 그 율법교사는 자기를 옳게 보이고 싶어서 예수께 말하였다. "그러면, 내 이웃이 누구입니까?" 예수께서 응답하여 말씀하셨다. "어떤 사람이 예루살렘에서 여리고로 내려가다가 강도들을 만났다. 강도들이 그 옷을 벗기고 때려서, 거의 죽게 된 채로 내버려 두고 갔다. 마침 어떤 제사장이 그 길로 내려가다가, 그 사람을 보고 피하여 지나갔다. 이와 같이, 레위 사람도 그 곳에 이르러서, 그 사람을 보고 피하여 지나갔다. 그러나 어떤 사마리아 사람은 길을 가다가, 그 사람이 있는 곳에 이르러, 그를 보고 측은한 마음이 들어서, 가까이 가서, 그 상처에 올리브 기름과 포도주를 붓고 싸맨 다음에, 자기 짐승에 태워서, 여관으로 데리고 가서 돌보아 주었다. 다음날 그는 두 데나리온을 꺼내어서, 여관 주인에게 주고, 말하기를 '이 사람을 돌보아 주십시오. 비용이 더 들면, 내가 돌아오는 길에 갚겠습니다' 하였다. 너는 이 세 사람 가운데서, 누가 강도 만난 사람에게 이웃이 되어 주었다고 생각하느냐?" 그가 대답하였다. "그에게 자비를 베푼 사람입니다." 예수께서 그에게 말씀하셨다. "가서, 너도 그와 같이 하여라." | ” |

| “ | 위험에 처해있는 사람을 구조해 주어도 자기가 위험에 빠지지 않음에도 불구하고 자의로 구조하지 않은 자는 3개월 이상 5년 이하의 징역, 혹은 360프랑 이상 15,000프랑 이하의 벌금에 처한다 | ” |
|   | — 프랑스 형법 제 63조 2항 |   |

특별히 성범죄에 관련해서 정숙함이 법적으로 보호되거나 다른 한편으로는 규제받는 체계에서는, 도덕이란 말의 뜻이 법적인 요소일 때에 그것은 특정한 사례에 법규를 위반했는지를 판단하기 위해서 하나의 판단을 내릴 때 그에 대한 평가에 영향을 주며, 자세하게 일일이 언급되지는 않는다. 그런 경우에, 소속된 공동체의 일반적인 도덕에 해당한다는 것을 입증하는 것이, 좀 더 참조해야 할 사항으로서 결과적으로 법에 의해 그것이 강제된다는 점에서, 일반적으로 나타난다.
남아프리카의 정부는 도덕 부흥 운동을 일으키려고 시도했다. 그것을 위해 제안된 것이 도덕에 관한 법(Bill of Morals)으로, 그것은 성경에 기반한 "도덕 규범"을 법의 영역으로 가져오려 한 것이었다. 명목상으로 세속적인 민주 정당에 의한 이런 움직임은, 상대적으로 적은 비난을 받았다.

## 도덕과 정치
만약에 도덕이 개인적인 수준에서 '우리가 어떻게 살아야 하는가'라는 질문에 대한 답변이라면, 정치는 사회적 수준에서 같은 질문을 다루는 것이라고 할 수 있다. 그러므로 도덕과 정치에 대한 사고방식에 관계가 있다는 증거가 나타나는 것은 놀라운 일이 아니다. 조나단 하이트(Jonathan Haidt)와 제시 그레이엄(Jesse Graham)은 자유주의자(liberals)와 보수주의자(conservatives) 사이의 차이를 이런 관점에서 연구해왔다. 그들의 모델에 따르면, 정치적인 보수주의자는 그들이 도덕적인 선택을 할 때 다섯 가지 도덕적 변수를 사용한다. 그것은 손해/주의, 공정성/상호성, 내집단 충성, 권위/존중, 청렴함/고결함(harm/care, fairness/reciprocity, ingroup loyalty, authority/respect, purity/sanctity)이다. 이와 달리 자유주의자는 오직 두 가지 변수를 사용하는데, 그것은 손해/주의, 공정성/상호성(harm/care and fairness/reciprocity)이다. 하이트는 또한 미국에서 이런 분리의 기원을 인류지리학과 관련된 역사적 사실을 통해서 추적할 수 있다고 보았다. 가장 강한 보수주의는 인종적으로 단일한 공동체에 가깝게 연결되어 있는 반면에, 대조적으로 자유주의는 문화적인 혼합이 매우 큰 항구 도시들에서 좀 더 나타난다.

## 도덕적 상상력
우리는 어떤 행위를 할 때 정체성의 변화와 믿음, 그리고 관계들을 어떻게 변화시키고 타인의 삶에 어떤 영향을 미치는지를 상상해 볼 필요가 있다. 어떠한 행위를 할 때 왜 이런 행동을 하는지, 그러한 행동이 어떤 의미를 지니는지 상상적으로 탐색해야 한다. 우리는 상상하는 능력과 도덕적 이해와 품성 그리고 행동을 변화시킬 수 있는 능력이 필요하다. 이러한 능력을 도덕적 상상력이라고 한다. 구성요소로는 도덕적 문제상황을 민감하게 인식하는 도덕적 민감성과 상대방의 감정, 입장 등을 헤아리고 이해하는 공감, 마지막으로 다양한 대안을 탐색하고 결과를 예측할 수 있는 능력이 있다.

## 같이 보기
- 공중도덕(Public morality)
- 윤리학(Ethics)
- 세속적 윤리(Secular ethics)
- 도덕관(Mores)
- 에토스 (철학)(Ethos)
- 규범
- 도덕적 상대주의(Moral relativism)
- 도덕적 절대주의(Moral absolutism)
- 도덕적 보편주의(Moral universalism)
- 결과주의(Consequentialism)
- 의무론적 윤리학 (철학)(Deontological ethics)
- 윤리적 딜레마(Ethical dilemma)
- 응용윤리(Applied ethics)
- 도덕적 배타주의(Moral particularism)
- 죄의식(Guilt)
- 무신론에 대한 비판(Criticism of atheism)
- 종교에 대한 비판(Criticism of religion)
- 양심 (심리학)(Conscience)
- 콜버그의 도덕 발달 단계(Kohlberg's stages of moral development)
- 공중 도덕(Public morality)
- 결과가 수단을 정당화한다(The ends justify the means)
- 도덕적 시대정신(Moral Zeitgeist)
- 부도덕성(Amorality)
- 죄(Sin)
- 마음 이론(Theory of mind)
- 거울신경세포(mirror neuron)
- 조나단 하이트(Jonathan Haidt)
- 자유주의자(liberals)
- 보수주의자(conservatives)